# ボイヤート
ボイヤート（独: Bäuert）は、スイスベルン州のベルン高地において、公法によってあるいは私的に組織されるコーポレーション。スイス方言ではピュールト（Püürt）と呼ばれる（高地ドイツ古語の gibūrida 「地域、地方」から派生した gibūr 「武装集団、村民、農民」の短縮した語である）。グラウビュンデン州の一部地域でも最近まで使われた語であったが、今日ではフラクツィオン（Fraktion）と呼んでいる。

## 歴史
ボイヤートは、道具とその使用について、中世農村の共同体に回帰する。その方法は先史時代の採集農業に基づいており、共有物（森、アルペン、入会地など）の使用は管理されていた。組織の機能の上では、中央スイスやグラーナーのコーポラツィオンス・ゲマインデ（Korporationsgemeinde）や、グラウビュンデン州のダボス地方に見られるフラクツィオンス・ゲマインデ（Fraktionsgemeinde）、チューリッヒ州に以前に見られたツィヴィル・ゲマインデ（Zivilgemeinde）、さらに歴史的には旧スイス連邦のビュルガー・ゲマインデ（Bürgergemeinde）や、昔の三同盟自由国にあったナッハバルシャフテン（Nachbarschaften）に類似している。しかし、現代のアインヴォーナー・ゲマインデ（Einwohnergemeinden、住民自治体）とは明確に異なっている。

## 法的定義
ボイヤートという語は、今日のベルン州における法律には定義されていない。ベルン州自治体法第123条によるアインヴォーナー・ゲマインデの下部組織か、あるいは自治体法第117条によるバーガー・ゲマインデ（Burgergemeinde）のコーポラツィオンになり得る。また、ベルン州のスイス民法典基本法第20条による「実団体」、あるいはスイス民法典（ドイツ語原文）第60条による「団体」として扱われる。このうち第1と2の場合は州公法上の団体、第3の場合は特定財産の管理会員権を伴う州私法上の団体、第4の場合は連邦私法上の団体となる。
今日存在している住民自治体の15の下部組織のうちの8つがボイヤートであり、また74あるバーガー・ゲマインデのコーポラツィオンのうち22がボイヤートである（2013年現在）。私法上のボイヤートは知られていない。第4のものは部分的に昔の公法上のコーポラツィオンであると言えるが、もはや自治体法の要求に適うことはないので協会に変更され、伝統的な意味でボイヤートの語が用いられているのみである。
グラウビュンデン州では、以前のボイヤート、今日のフラクツィオンは、最近の自治体合併の流れの中で、法的に適切な組織としての存在ではなくなってきた。ダボス地方のフラクツィオンス・ゲマインデは例外的である。

## 機能
今日のベルン州におけるボイヤートの機能は、それぞれかなり異なっている。学校やその他の共同財産の維持管理や、道路の修繕、冬季の仕事、水道やエネルギー供給といった、恒常的な業務を行うボイヤートもあれば、土地や森林の管理を行うボイヤートもある。